# Edward Lear
Edward Lear (n. 12 mai 1812 - d. 29 ianuarie 1888) a fost un artist, ilustrator și poet englez, cunoscut în special ca fiind creatorul speciei de poezie umoristică engleză denumită limerick. 
A scris în special poezii pentru copii, caracterizate printr-o inepuizabilă fantezie și vervă comică. Prin stilul său exuberant și plin de fantezie debordantă, cu asociații dintre cele mai stranii, este considerat un precursor al suprarealismului din Marea Britanie.

## Scrieri
- 1846 - Carte de absurdități ("The Book of Nonsense")
- 1851 / 1852 - Jurnale ilustrate de un pictor peisagist ("Illustrated Journals of a Landscape Painter")
- 1877 -  Poezii de râs ("Laughable Lyrics")
- 1890 - Cucuveaua și pisica ("The Owl and the Pussy-Cat").